# Subbética
|  | Per a altres significats, vegeu «Serralada Subbètica». |

La Subbética és una comarca de 1.597 km² situada al sud-oest de la província de Còrdova, en ple centre geogràfic d'Andalusia. Al seu interior es troba el Parc Natural de Sierras Subbéticas, espai protegit de gran riquesa ecològica.

## Municipis
La capital de la Subbética Cordobesa és Lucena.
La comarca está integrada pels municipis de Almedinilla, Benamejí, Cabra, Carcabuey, Doña Mencía, Encinas Reales, Fuente-Tójar, Iznájar, Lucena, Luque, Palenciana, Priego de Córdoba, Rute i Zuheros, la qual cosa suposa segons el cens de 2006 un total de 123.651 habitants distribuïts per la comarca de forma irregular.

## Fronteres
Limita amb:
- La comarca de la Campiña Este - Guadajoz al nord.
- La comarca de la Campiña Sur de Córdoba i la província de Sevilla a l'oest.
- La província de Jaén a l'est.
- Les províncies de Màlaga i Granada al sud.

## Clima
El clima és mediterrani continentalitzat d'influència atlàntica, amb precipitacions -en l'actualitat- irregulars a l'hivern i molt escasses a l'estiu. Les temperatures oscil·len entre els 29,5° en època estival i els 9° que pateixen pobles com Priego, Rute i Iznájar, encara que la tònica habitual a l'hivern és de temperatures suaus en la resta dels municipis.

## Hidrografía
Per l'interior de la Subbética fluïxen abundants afluents i subafluents dels rius Genil i Guadajoz que, discorrent el primer pel sud i el segon pel nord, deixa a la comarca situada entre ambdues corrents fluvials. Però a causa de la permeabilitat de les roques calcàries, moltes aigües discorren subterràniament, aflorant en forma de deus i fonts. En la Subbética cal destacar la presència de dos embassaments: l'embassament de Malpasillo i l'embassament d'Iznájar, sent aquest últim denominat "Llac d'Andalusia" a causa de les seves proporcions.

## Economia
En els 14 municipis que la componen és predominant el monocultiu d'olivera, produint aquesta comarca olis de gran qualitat reconeguts tant a nivell regional com nacional i internacional. Els municipis de Lucena, Cabra i Doña Mencía posseïxen les seves vinyes sota la denominació Montilla-Moriles. A aquests recursos agrícoles cal sumar les explotacions de bestiar oví i caprí. En el sector secundari, destaca Lucena per ser un dels majors centres industrials d'Andalusia, sent la segona productora nacional de mobles, i la primera de fred industrial, així com les tradicionals indústries de metal·listería. Però la Subbética també posseïx zones industrials a Priego amb la confecció; Cabra, Doña Mencía i Rute amb les activitats agroalimentàries, destacant en aquesta última les destil·leries d'anís.